# Chaunax reticulatus
Chaunax reticulatus, tên thông thường là cá mõm ếch lưới, là một loài cá biển thuộc chi Chaunax trong họ Chaunacidae. Loài này được mô tả lần đầu tiên vào năm 2013.

## Danh pháp khoa học
Danh pháp khoa học của loài cá này, reticulatus, bắt nguồn từ retis trong tiếng Latinh, có nghĩa là "mạng lưới", ám chỉ đến hoa văn hình mắt lưới trên cơ thể của chúng.

## Phân bố và môi trường sống
C. reticulatus có phạm vi phân bố ở vùng biển Tây Nam Thái Bình Dương. Loài này được thu thập xung quanh các đỉnh núi ngầm và các sống núi đại dương ở phía bắc New Zealand và phía nam New Caledonia. Chúng được tìm thấy ở độ sâu khoảng từ 360 đến 950 m.

## Mô tả
Chiều dài tối đa được ghi nhận ở C. reticulatus có kích thước khoảng 18,8 cm. Màu sắc của các mẫu vật khi còn sống không được ghi lại. Tiêu bản của cá con có màu xám nhạt với các mảng đốm trắng tạo thành hình mắt lưới. Các mảng đốm ở cá trưởng thành to hơn, và vỡ thành nhiều đốm nhỏ hơn có màu xám nhạt. Cơ quan phát sáng (điểm đặc trưng của bộ Cá vây chân), gọi là esca, có màu nâu đậm.
Số gai ở vây lưng: 3; Số tia vây mềm ở vây lưng: 12 (tia thứ nhất ngắn nhất); Số gai ở vây hậu môn: 0; Số tia vây mềm ở vây hậu môn: 6 – 7 (tia thứ nhất ngắn nhất); Số tia vây mềm ở vây ngực: 14 (tia thứ 4 hoặc 5 thường dài nhất); Số tia vây mềm ở vây đuôi: 9.